# Carrer Sant Jaume (Calaf)
El Carrer Sant Jaume és un carrer del municipi de Calaf (Anoia) amb elements de façana que formen part de l'Inventari del Patrimoni Arquitectònic de Catalunya.

## Escut a la façana del número 3
Un dels elements del carrer que formen part de l'Inventari del Patrimoni Arquitectònic de Catalunya és un escut situat a la façana d'una casa adossada a l'església parroquial de Calaf, per la banda que dona al carrer de Sant Jaume i on es concentren tot un seguit de cases nobles d'època. L'escut, de pedra, representa el gos, que sembla l'escut de la vila de Calaf i que trobem també a l'adovellada central del porta de Xorriguera.

## Escut heràldic a casa cantonera

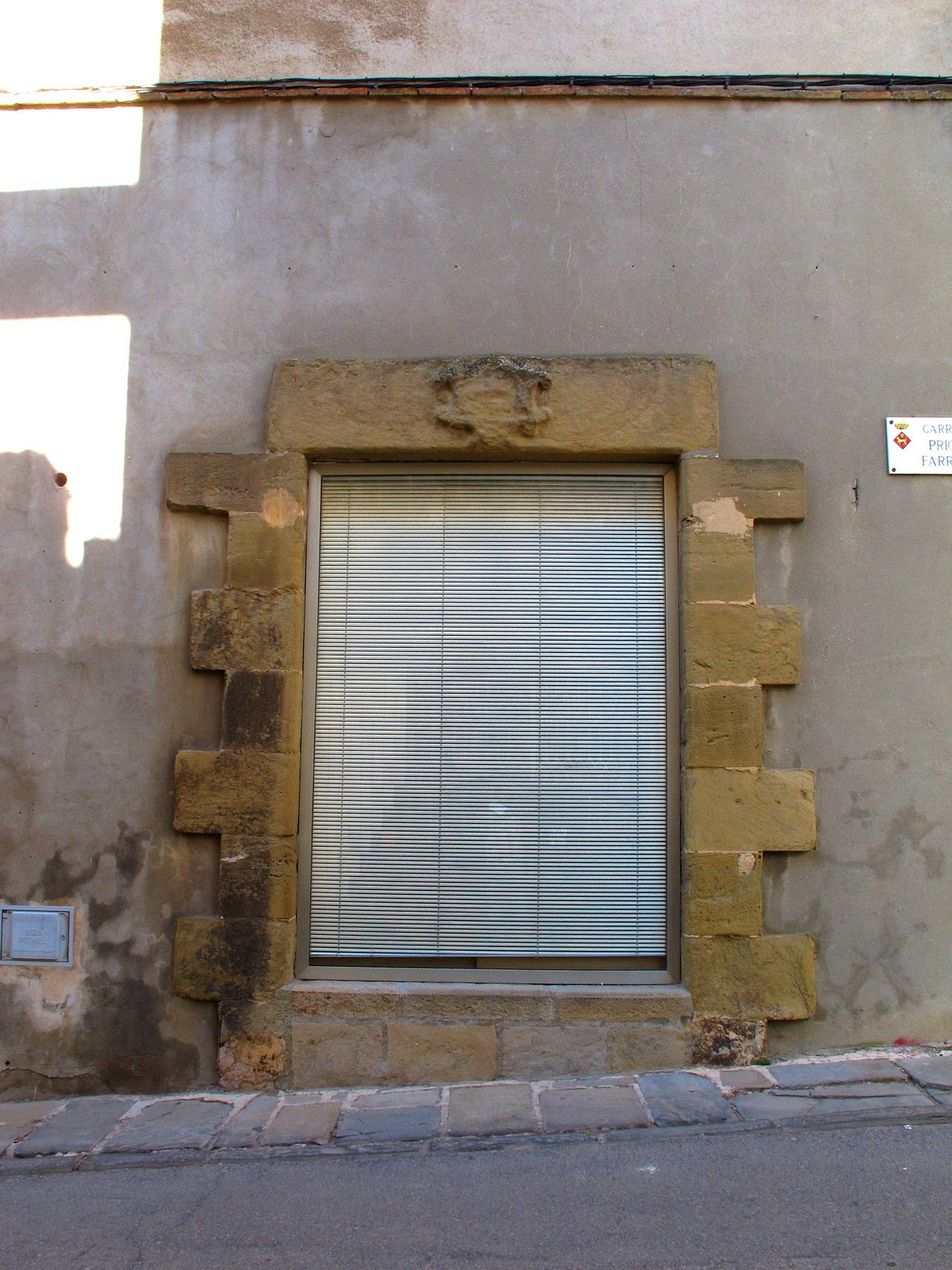
Escut heràldic en casa cantonera

L'escut situat a una casa cantonera entre el carrer de Sant Jaume i el carrer Prior Farràs forma part de l'Inventari del Patrimoni Arquitectònic de Catalunya. L'escut està situat al portal d'una casa adossada a la casa matricules (S.XVII). Està molt malmès, de manera que només s'ha conservat la forma exterior sense poder-se identificar l'interior. Forma unitat amb el bloc de pedra rectangular que forma el dintell d'aquesta original porta on està situat i que pertanyia a una noble casa que ha estat tant reformada que ha perdut tot interès a no ser per aquest escut conservat. El portal, de llinda, presenta, als costats, llargs, blocs de pedra rectangular ben tallada, en sentit vertical i horitzontal. Elaborat entre els segles XVII i XVIII, és d'estil barroc.